# Walter Teusch
Walter Teusch (* 15. Dezember 1948 in Neustadt an der Haardt) ist ein deutscher Jurist und Politiker (FDP).

## Leben
Teusch legte sein Abitur am Realgymnasium in Völklingen ab und studierte anschließend Rechtswissenschaft an den Universitäten Freiburg im Breisgau und Saarbrücken, wo er 1977 bzw. 1979 sein erstes bzw. zweites Staatsexamen ablegte. Seitdem arbeitet er als Rechtsanwalt in Saarbrücken. Bundesweit bekannt wurde er als Verteidiger der Hauptangeklagten im Pascal-Prozess.

## Politik
Teusch wurde 1994 als Nachfolger von Harald Cronauer zum Landesvorsitzenden der FDP Saarland gewählt. Seit 1998 war er unter seinem Nachfolger Werner Klumpp stellvertretender Landesvorsitzender der FDP Saarland. Er war von 1995 bis 1999 Mitglied des FDP-Bundesvorstands.